# 歐陽鉉
歐陽鉉（1605年8月31日—17世紀），字子玉，號節庵，江西吉安府龍泉縣三都人，明朝、南明政治人物。

## 生平
歐陽鉉是天啟四年（1624年）甲子科江西鄉試舉人，崇禎十年（1637年）丁丑科進士，先在戶部觀政，後獲授休寧知縣，個性敏決，判案沒有延誤，又和縣內士子講學教育成材，但在考察時被上級發現縣拖欠帑金數萬，與其妻子被逮捕，繼任知縣朱統鉟檢查侵耗賠償，讓他離去。
隆武元年（1645年），隆武帝再次任命他為休寧知縣，兵部右侍郎金聲戰敗，他逃遁不知所蹤。

## 家族
曾祖歐陽昊，杭州府經歷；祖父歐陽憲，廩生；父親歐陽世莊，瑞州府教授。

## 引用
1. 1 2  同治【江西】《龍泉縣志·卷十一·人物》：歐陽鉉，字子玉，三都人，崇正丁丑進士，授休寧令。資性敏決，不留滯於案牘，日與郡邑高士講學課業，邑多成材。
2. ↑  同治【江西】《龍泉縣志·卷九·選舉》：（天啟） 四年甲子（舉人）……歐陽鉉
3. ↑  同治《新建縣志·卷四十三·忠義》：朱統鉟，字嘉侯，建安宗藩，崇禎進士。授休寧令，前令歐陽逋帑金數萬，妻皆被逮，統鉟搜剔蠧侵以償，俾脫然歸……
4. ↑  錢海岳《南明史·卷一百二·列傳第七十八》：已紹宗命唐良懿為徽寧參議，萬日吉為從事，歐陽鉉來為休寧知縣。……（金）聲敗，鉉遁，（溫）璜嚴兵登陴。……鉉，字子玉，吉安龍泉人。崇禎十年進士。
5. ↑  《崇禎十年丁丑科進士三代履歷》：歐陽鉉，曾祖昊杭州府經歷，祖憲〔廩生〕，父世莊瑞州府教授，節庵，易五房，乙巳七月十八日生，龍泉縣人，甲子三十一名，會二百七十名，三甲四十六名，戶部觀政，授休寧知縣，庚辰考察。